# Musica reservata
Musica reservata (итал. reservata секретная, тайная, заповедная) — термин, применявшийся по отношению к особого рода (сложной, изысканной) музыке, предназначенной для знатоков, для «посвящённых». Используется в итальянских (преимущественно) и латинских памятниках письменности (нотах, музыкально-теоретических трактатах, эпистолярии и др.) второй половины XVI — первой трети XVII веков.

## Краткая характеристика
Впервые появляется в названии сборника мотетов франко-фламандского композитора Адриана Коклико — «Consolationes piae ex psalmis Davidicis: musica reservata» («Милостивые утешения, [взятые] из псалмов Давидовых», Нюрнберг, 1552), а затем у него же в предисловии к «Музыкальному компендию» («Compendium musices», около 1660) — для описания музыки Жоскена и его последователей, в противоположность музыке предыдущего периода (Окегема, Обрехта, Изака); затем в письмах д-ра Зельда (G.S. Seld) герцогу Баварскому Альбрехту V, которые датируются 1555 годом; у Вичентино в трактате «Древняя музыка, приведённая к современной практике» («L'antica musica ridotta alla moderna prattica», Рим, 1555); на титульном листе сочинения Винченцо Руффо «Новые сочинения, озаглавленные небесная музыка»; в Предисловии к «Введению в астрологию» астролога и математика Жана Теньера («Astrologiae iudiciariae ysagogica Jean Taisniers», 1599). Развёрнутое описание musica reservata дал Самуэль Квикельберг (S.Quickelberg) в комментарии к «Покаянным псалмам» Лассо (1560); титулом musico reservato обозначен итальянский скрипач и композитор Бьяджо Марини, где, скорее всего, он упоминается как «освобожденный» (reservato) солист.
Такое разнообразное употребление термина свидетельствует о его широком применении в данную эпоху. Четыре значения musica reservata самые важные:
1. Новые типы композиции, в первую очередь, хроматика, вошедшая в 1550-х годах в мадригалы и мотеты;
2. Использование музыкально-риторических фигур, отображающих словесный текст;
3. Манера исполнения, с дополнительными украшениями или другими эмоциональными методами (в т.ч. мелизматикой, варьированием с помощью диминуции, т.наз. note negre);
4. Музыка для знатоков, для посвященных, которые по-настоящему могут её оценить. По этому поводу Вичентино писал:

[Многие господа и люди благородного происхождения, особенно в славном городе Ферраре, где я сейчас нахожусь], действительно понимают, что (как свидетельствуют древние писатели) хроматическая и энармоническая музыка заслуженно была зарезервирована (riserbata) для иного использования, нежели музыка диатоническая; первая — в публичных празднествах в общественных местах — предназначалась для ушей простого народа, вторая — в приватном времяпрепровождении господ и князей — предназначалась для тонкого слуха и исполнялась во славу выдающихся личностей и героев».— Vicentino. Prattica I,4
Понятие musica reservata близко соприкасается с характеристикой маньеризма, но термин «маньеризм» определяет стилистику позднего Ренессанса и лишь по аналогии используется  в музыке, а musica reservata — специфический термин (и явление), относящийся только к музыке; маньеризм распространяется на различные эпохи, являясь, как правило, завершением какого-либо периода, а musica reservata указывает на конкретный исторический период (2-я половина XVI века).